# Lidzbark (stacja kolejowa)
Lidzbark – stacja kolejowa w Lidzbarku, w gminie Lidzbark, w powiecie działdowskim, w województwie warmińsko-mazurskim.